# يوري نيكلايفتش أوزرف
يوري نيكلايفتش أوزرف (بالإنجليزية: Yuri Ozerov)‏ (و. 1921 – 2001 م) هو مخرج أفلام، وكاتب سيناريو، من الاتحاد السوفيتي، ولد في موسكو، كان عضوًا في الحزب الشيوعي السوفيتي، توفي في موسكو، عن عمر يناهز 80 عاماً.

## التعليم
تعلم في معهد غيراسيموف للسينما.

## جوائز
حصل على جوائز منها:
- جائزة الدولة السوفيتية
- ميدالية تعزيز رابطة أخوة السلاح [الإنجليزية]‏
- ميدالية تسخير كونيغسبرغ [الإنجليزية]‏
- وسام جدارة المعركة  [لغات أخرى]‏
- وسام "الدفاع عن موسكو"  [لغات أخرى]‏
- ميدالية العامل المخضرم [الإنجليزية]‏
- وسام الاحتفال بالذكرى السنوية ال850 لموسكو  [لغات أخرى]‏
- ميدالية اليوبيل "50 سنة من النصر في الحرب الوطنية العظمى 1941-1945" [الإنجليزية]‏
- فنان الشعب لجمهورية روسيا السوفيتية الاتحادية الاشتراكية [الإنجليزية]‏
- وسام العمل الشجاع في الحرب الوطنية العظمى 1941-1945
- جائزة لينين
- وسام شارة الشرف
- وسام نجمة صداقة الشعوب لألمانيا الشرقية [الإنجليزية]‏
- ميدالية الانتصار على ألمانيا في الحرب الوطنية العظمى 1941-1945
- ميدالية جوكوف [الإنجليزية]‏
- وسام لينين
- نيشان الاستحقاق الوطني الروسي من الدرجة الثالثة
- وسام الراية الحمراء
- فنان الشعب في الاتحاد السوفيتي
- وسام ثورة أكتوبر
- وسام الحرب الوطنية من الدرجة 2  [لغات أخرى]‏
- جائزة العامل الفني المكرم في جمهورية روسيا الاتحادية الاشتراكية السوفيتية  [لغات أخرى]‏.

## وصلات خارجية
- يوري نيكلايفتش أوزرف على موقع IMDb (الإنجليزية)
- يوري نيكلايفتش أوزرف على موقع روتن توميتوز (الإنجليزية)
- يوري نيكلايفتش أوزرف على موقع ألو سيني (الفرنسية)
- يوري نيكلايفتش أوزرف على موقع أول موفي (الإنجليزية)
- يوري نيكلايفتش أوزرف على موقع قاعدة بيانات الأفلام السويدية (السويدية)
- يوري نيكلايفتش أوزرف على موقع قاعدة بيانات الفيلم (الإنجليزية)
- يوري نيكلايفتش أوزرف على موقع كينوبويسك (الروسية)